# Germans per pebrots
Germans per pebrots (títol original en anglès: Step Brothers) és una pel·lícula estatunidenca del 2008 dirigida per Adam McKay i interpretada per Will Ferrell, John C. Reilly, Mary Steenburgen, Richard Jenkins, Adam Scott, Kathryn Hahn, Andrea Savage, Elizabeth Yozamp, Lurie Poston i Rob Riggle. Es va doblar al català.

## Argument
A 39 anys, Brennan no té treball fix i segueix vivint amb la seva mare Nancy. Alguna cosa semblant li succeeix a Dale de 40 anys i sense feina, que no se separa de Robert, el seu pare. Quan l'amor uneix a Nancy i Robert, Brennan i Dale es converteixen en germans, i el que és pitjor, es veuen obligats a compartir-ho tot. L'egoisme i la maduresa d'aquests dos grans nens posen en perill el matrimoni dels seus pares, però pot ser que una inesperada aliança situï novament les coses en el seu lloc.

## Repartiment
- Will Ferrell és Brennan Huff
- John C. Reilly és Dale Doback
- Richard Jenkins és Robert Doback
- Mary Steenburgen és Nancy Huff-Doback
- Adam Scott és Derek Huff
- Kathryn Hahn és Alice Huff, l'esposa de Derek
- Andrea Savage és Denise
- Rob Riggle és Randy
- Logan Manus és Chris Gardocki
- Lurie Poston és Tommy
- Elizabeth Yozamp és Tiffany
- Ken Jeong és l'agent de selecció de treball
- Wayne Federman és Don
- Abigail Wagner és Erica
- Carli Coleman i Brandon T. Webb són els primers compradors de la casa
- Phil LaMarr és el segon comprador
- Matt Walsh és el noi de la corporació borratxo
- Seth Rogen és el gestor d'articles esportius
- Gillian Vigman és Pam
- Horatio Sanz és el cantant principal, de 80 anys, de "Uptown Girl", una banda que versiona a Billy Joel
- Brady Scanlon és un extra al videoclip "Boats 'N' Hoes"